# Afromevesia birungana
Afromevesia birungana là một loài tò vò trong họ Ichneumonidae.